# Nguyễn Quang Hải (football, 1997)
Pour le footballeur international vietnamien né en 1985, voir Nguyễn Quang Hải (football, 1985).
Nguyễn Quang Hải, né le 12 avril 1997 dans le district de Đông Anh, dans la province de Hanoï, est un footballeur international vietnamien. Il évolue au poste de milieu offensif pour le club d'Hanoï Police dans le championnat du Viêt Nam.
En 2018, il est élu par un panel de journalistes sportifs et d'experts du football parmi les 15 meilleurs footballeurs d'Asie (en), puis parmi les 17 meilleurs footballeurs d'Asie (en) en 2019. Surnommé le « Lionel Messi vietnamien », il est considéré comme l'un des plus grands footballeurs vietnamiens de sa génération.

## Biographie

### En club

#### Hanoï
Produit du club de la capitale Hanoï, Quang Hải a fait ses débuts professionnels en 2014 au sein du club. En seulement trois ans, il s'est hissé au rang des produits les plus prometteurs du club, remportant la V.League 2 (en) en 2015 (en) avant de réitérer l'exploit lors de la V.League 1 en 2016. Après un parcours réussi au Vietnam lors de la Coupe d'Asie U23 2018 (en), au cours duquel il a fait preuve d'une performance exceptionnelle, il est devenu un visage régulier du club en l'aidant à remporter deux V. League en 2018 et 2019, où il a joué un rôle majeur dans cette réussite triomphale. Il a également aidé le club à remporter deux fois de suite la Coupe du Viêt Nam de football en 2019 et 2020.
En mars 2022, il a annoncé qu'il allait quitter le club, exprimant son désir d'aller en Europe pour cimenter sa carrière. Son dernier match pour son club d'origine a eu lieu le 7 avril, avec une victoire 4-0 de son club sur le Cong An Nhan Dan FC (en), il n'a pas marqué mais a fourni une passe décisive dans cette victoire.

#### Pau FC
En juin 2022, le Pau Football Club annonce avoir recruté Nguyễn Quang Hải, surnommé le « Lionel Messi vietnamien ». Le club lui offre son numéro favori, le 19, laissé libre par Victor Lobry. Cela fait de lui le premier footballeur vietnamien à rejoindre un club de football français.
Sa popularité au Viêt Nam permet au Pau FC une exposition médiatique sans précédent. Même s'il est relativement peu connu à son arrivée en France, la presse sportive française se fait néanmoins l'écho de sa signature en Ligue 2 en Béarn, mettant en avant son surnom de « Messi vietnamien ».
Le compte Facebook du club connait ainsi une croissance de 1 200 % du nombre d'abonnés, passant de 30 000 abonnés à 360 000 abonnés. Les nouveaux fans vietnamiens se font remarquer par leur enthousiasme.
Le 30 juillet 2022, Quang Hải a fait sa première apparition en championnat pour Pau, remplaçant Eddy Sylvestre à la 59e minute lors de la défaite 0-4 à l'extérieur contre l'En Avant Guingamp.
Le 8 octobre 2022 , Quang Hải a inscrit son premier but pour Pau à la 86e minute lors d'un match à domicile contre Rodez en Ligue 2, afin d'égaliser à 2-2. Mais lors de la fin de la saison 2022/23, Quang Hải est souvent resté sur le banc, il a même dû descendre dans l'équipe réserve de Pau.

#### Hanoï Police
À l'été 2023, Quang Hải est retourné au Viêt Nam pour jouer dans l'équipe d'Hanoï Police.

##### Saison 2023
Il a disputé son premier match contre Đà Nẵng, mais s'est incliné 0-1. Quang Hải est sceptique lorsque plusieurs matchs consécutifs ne brillent pas et que l'équipe échoue continuellement et ne remporte qu'une seule victoire contre Bình Định. Après de nombreux matchs ratés, Hanoï Police gagne contre Nam Định mais Quang Hải doit quitter le terrain au début de la seconde mi-temps.

### En équipe nationale

#### Viêt Nam U16
Nguyễn Quang Hải est appelé pour les qualifications au Championnat AFC U-16 2012, à l'âge de seulement 14 ans.

#### Viêt Nam U19
Après une performance impressionnante lors du championnat national des moins de 19 ans 2014, Quang Hải se voit appelé dans l'équipe nationale vietnamienne U-19. Il participe ainsi au Championnat d'Asie du Sud-Est des moins de 19 ans en 2014, et au Championnat du Bruneian Hassanal Bolkiah, où le Vietnam se classe deuxième à deux reprises.
Il apporte une contribution significative lors de la campagne 2016 du championnat d'Asie des moins de 19 ans. Lors du premier match contre la Corée du Nord, il délivre une passe décisive en faveur de son coéquipier Hồ Minh Dĩ, pour l'ouverture du score vietnamienne. Le Vietnam bat ensuite le Bahreïn, pays hôte, en quart de finale, se qualifiant ainsi pour la Coupe du monde des moins de 20 ans. Il s'agit alors de la toute première apparition du Vietnam dans une phase finale de Coupe du monde junior.
Lors de cette Coupe du monde des moins de 20 ans, il est le capitaine de l'équipe lors de deux matchs de poule contre la France et le Honduras.

#### Viêt Nam U23 et olympique
Quang Hải a été appelé pour la première fois dans l'équipe nationale des moins de 23 ans pour un match amical contre la Malaisie U23 en février 2017. Il est ensuite appelé pour participer aux Jeux d'Asie du Sud-Est de 2017, où il marque un but, alors que le Vietnam se voit éliminé en phase de groupes.
Il devient populaire lors du championnat d'Asie des moins de 23 ans 2018. En effet, il joue un rôle déterminant dans la conduite des U-23 du Vietnam à la toute première finale de leur histoire, dans un tournoi organisé par l'AFC. Lors de cette compétition, il se met en évidence en inscrivant cinq buts. Son but marqué en finale est d'ailleurs désigné plus beau but du tournoi. Cela s'avère malheureusement insuffisant, le Vietnam U-23 s'inclinant contre l'Ouzbékistan U-23, dans les toutes dernières minutes de la prolongation.
Quang Hai participe ensuite aux Jeux asiatiques de 2018. Quang hai marque un but lors de la victoire 3-0 du Vietnam contre le Pakistan. Dans un match contre le Japon, Quang Hai marque le seul but du match, alors que le Vietnam bat le Japon pour prendre la tête du groupe. Le Vietnam se rend ensuite en demi-finale des Jeux asiatiques pour la première fois de son histoire, où il est battu par la Corée du Sud, 3-1. Le Vietnam s'incline plus tard face aux Émirats arabes unis, lors d'une séance de tirs au but, à la toute fin du match pour la médaille de bronze.
Quang Hai marque un but pour le Vietnam lors des Jeux d'Asie du Sud-Est de 2019, à l'occasion d'une victoire 6-1 contre le Laos, avant d'être blessé lors d'un match contre Singapour, et de rater le reste du tournoi. Cependant, sans lui, le Vietnam continue sur sa lancée, et l'emporte face à l'Indonésie en finale pour gagner la médaille d'or. Il s'agit de la première médaille d'or du Vietnam dans une compétition de football SEA, depuis le sacre du Sud-Vietnam en 1959.

#### Équipe première
Le 13 juin 2017, Quang Hải fait ses débuts internationaux en faveur de l'équipe senior du Vietnam, contre la Jordanie, dans un match qui se termine par un nul 0-0. Il marque son premier but en senior en faveur du Vietnam contre le Cambodge, le 5 septembre 2017, but décisif alors qu'il était remplaçant au coup d'envoi (victoire vietnamienne 2-1).
Lors de l'AFF Suzuki Cup 2018 (en), Quang Hải a joué toutes les minutes mais 2 alors que le Vietnam remportait son premier championnat d'Asie du Sud-Est de football en 10 ans. Dans les 3 premiers matchs des phases de groupes, il a été aligné en tant que milieu de terrain par l'entraîneur Park Hang-seo, ce qui a soulevé des interrogations parmi les fans,. Dans le dernier contre le Cambodge, il a récupéré une fente dans l'avant 3 et a été immédiatement désigné homme du match,. Il a joué en tant que meneur de jeu avancé pour le reste du tournoi, étant élu deux fois homme du match. Le premier était lors du match retour de la demi-finale contre les Philippines, où il a brisé l'impasse et a aidé à obtenir la première victoire à domicile dans la phase à élimination directe du championnat AFF pour le Vietnam,. Le dernier a été décroché lorsqu'il a aidé Nguyễn Anh Đức à inscrire le but vainqueur lors de la finale retour contre la Malaisie. À la fin du tournoi, il faisait partie de l'équipe-type de la Coupe AFF et a été choisi comme joueur le plus important,. Le Premier ministre Nguyễn Xuân Phúc lui a honorablement remis l'Ordre du travail de 2e classe. Il a remporté le Ballon d'Or vietnamien (en) quelques jours plus tard, grâce en grande partie à sa performance en championnat AFF.
Quang Hải acquiert une réputation internationale lors de la Coupe d'Asie des nations 2019 de l'AFC, en jouant un rôle déterminant dans l'incroyable parcours du Vietnam. Il marque un superbe coup franc contre le Yémen, match remporté par le Vietnam sur le score de 2-0 et qui qualifie les Dragons dorés en huitièmes de finale. Le Vietnam bat ensuite la Jordanie en huitièmes de finale aux tirs au but, mais s'incline 1-0 face au Japon en quart de finale. Quang Hai se voit nommé dans la liste des dix meilleurs joueurs U-21 du tournoi. Le 8 novembre 2019, il a battu le Thaïlandais Chanathip Songkrasin pour remporter le titre de joueur masculin de l'année de l'AFF, une récompense pour le meilleur joueur d'Asie du Sud-Est au cours des deux dernières années.
Quang Hải a marqué trois buts lors des qualifications pour la Coupe du monde de la FIFA 2022, ce qui a aidé le Vietnam à atteindre le dernier tour des qualifications pour la toute première fois. Il a également marqué deux buts lors du championnat de l'AFF 2020 (en), mais son équipe a été éliminée 0-2 sur l'ensemble des deux matchs en demi-finale contre la Thaïlande, où il a touché la barre à deux reprises lors du match aller.

## Buts internationaux
Liste des buts inscrits par Nguyễn Quang Hải
| #   | Date             | Lieu de rencontre           | Adversaire      | But | Score final | Compétition                                                                            |
| --- | ---------------- | --------------------------- | --------------- | --- | ----------- | -------------------------------------------------------------------------------------- |
| 1.  | 5 septembre 2017 | Phnom Penh, Cambodge        | Cambodge        | 2-1 | 2-1         | 3e tour qualificatif pour la Coupe d'Asie des nations 2019 (en)                        |
| 2.  | 8 novembre 2018  | Vientiane, Laos             | Laos            | 3-0 | 3-0         | AFF Suzuki Cup 2018 (en)                                                               |
| 3.  | 24 novembre 2018 | Hanoï, Viêt Nam             | Cambodge        | 2-0 | 3-0         | AFF Suzuki Cup 2018 (en)                                                               |
| 4.  | 6 décembre 2018  | Hanoï, Viêt Nam             | Philippines     | 1-0 | 2-1         | AFF Suzuki Cup 2018 (en)                                                               |
| 5.  | 16 janvier 2019  | Al-Aïn, Émirats arabes unis | Yémen           | 1-0 | 2-0         | Coupe d'Asie des nations de football 2019                                              |
| 6.  | 10 octobre 2019  | Hanoï, Viêt Nam             | Malaisie        | 1-0 | 1-0         | Deuxième tour des éliminatoires de la zone Asie de la Coupe du monde de football 2022  |
| 7.  | 7 juin 2021      | Dubaï, Émirats arabes unis  | Indonésie       | 2-0 | 4-0         | Deuxième tour des éliminatoires de la zone Asie de la Coupe du monde de football 2022  |
| 8.  | 2 septembre 2021 | Riyad, Arabie saoudite      | Arabie saoudite | 1-0 | 1-3         | Troisième tour des éliminatoires de la zone Asie de la Coupe du monde de football 2022 |
| 9.  | 12 décembre 2021 | Bishan, Singapour           | Malaisie        | 1-0 | 3-0         | AFF Suzuki Cup 2021 (en)                                                               |
| 10. | 19 décembre 2021 | Bishan, Singapour           | Cambodge        | 4-0 | 4-0         | AFF Suzuki Cup 2021 (en)                                                               |
| 11. | 24 janvier 2024  | Doha, Qatar                 | Irak            | 2-2 | 2-3         | Coupe d'Asie des nations de football 2023                                              |
| 12. | 15 décembre 2024 | Việt Trì, Viêt Nam          | Indonésie       | 1-0 | 1-0         | AFF Suzuki Cup 2024 (en)                                                               |
| 13. | 21 décembre 2024 | Việt Trì, Viêt Nam          | Birmanie        | 3-0 | 5-0         | AFF Suzuki Cup 2024 (en)                                                               |
| 14. | 25 mars 2025     | Thủ Dầu Một, Viêt Nam       | Laos            | 5-0 | 5-0         | 3e tour qualificatif pour la Coupe d'Asie des nations 2027 (en)                        |

## Palmarès

### Club
Công An Hà Nội FC
- V.League 1 :

 Vainqueur : 2023
Sài Gòn FC
- V.League 2 (en) :

 Vainqueur : 2015 (en)
Hà Nội FC
- V.League 1 :

 Vainqueur : 2016, 2018, 2019
 Finaliste : 2020
 3e place : 2017
- Supercoupe du Viêt Nam :

 Vainqueur : 2018, 2019
 Finaliste : 2016
- Coupe du Viêt Nam :

 Vainqueur : 2019, 2020
 Finaliste : 2016 (en)

### International
Vietnam U23 (en)
- Championnat d'Asie U-23 :  Finaliste :  2018 (en)

Vietnam olympique (en)
- Jeux d'Asie : 4e place (2018 (en))
- Jeux d'Asie du Sud-Est :  Vainqueur : 2019 (en)

Vietnam
- Championnat d'Asie du Sud-Est :  Vainqueur : (2018 (en))

### Distinctions individuelles
- Meilleur footballeur d'Asie 2018 (en) : Top 15
- Meilleur footballeur d'Asie 2019 (en) : Top 17
- Championnat d'Asie du Sud-Est Onze type : 2018 (en)
- Championnat d'Asie du Sud-Est MVP : 2018 (en)
- Ballon d'Or vietnamien (en) : 2018
- Meilleur jeune joueur de V-League : 2017, 2018
- Joueur de la Saison V.League 1 : 2019
- Fédération de football d'Asie du Sud-Est Onze type : 2019[39]
- Joueur masculin de l'Année AFF : 2019